# Eleição legislativa da França em 2012
As eleições legislativas francesas de 2007 realizaram-se em 10 e 17 de junho de 2007, com a finalidade de eleger os 577 deputados da 14ª Assembleia Nacional e o Primeiro-ministro. Todos os assentos na Assembleia  foram disputados através do sistema a duas voltas.
As eleições legislativas de 2012 foram realizadas um mês após a eleição presidencial para reduzir as chances do Presidente ser de partido que não o mesmo da maioria parlamentar; Esta prática é comum nos países semipresidencialistas.

## Tabela de resultados
| Partido         | Partido                               | 1º Turno   | 1º Turno | 2º Turno   | 2º Turno | Assentos  | Assentos |
| Partido         | Partido                               | Votos      | %        | Votos      | %        | Total     | +/-      |
| --------------- | ------------------------------------- | ---------- | -------- | ---------- | -------- | --------- | -------- |
|                 | Partido Socialista (PS)               | 7 617 996  | 29,35    | 9 420 426  | 40,91    | 280 / 577 | 94       |
|                 | Outros de esquerda (DVG)              | 729 179    | 2,81     | 556 895    | 2,45     | 19 / 577  | 4        |
|                 | Europa Ecologia - Os Verdes (EELV)    | 1 418 141  | 5,46     | 828 916    | 3,60     | 17 / 577  | 13       |
|                 | Partido Radical de Esquerda (PRG)     | 429 059    | 1,65     | 538 324    | 2,34     | 12 / 577  | 5        |
|                 | Movimento Republicano e Cidadão (MRC) | 152 160    | 0,59     | 152 514    | 0,66     | 3 / 577   | 3        |
|                 |                                       |            |          |            |          |           |          |
|                 | Total Maioria presidencial            | 10 346 535 | 39,86    | 11 497 075 | 49,93    | 331 / 577 | 119      |
|                 |                                       |            |          |            |          |           |          |
|                 | União por um Movimento Popular (UMP)  | 7 037 471  | 27,12    | 8 740 625  | 37,95    | 194 / 577 | 119      |
|                 | Outros de direita (DVD)               | 910 392    | 3,51     | 418 135    | 1,82     | 15 / 577  | 6        |
|                 | Novo Centro (NC)                      | 569 890    | 2,20     | 568 288    | 2,47     | 12 / 577  | 10       |
|                 | Partido Radical (PRV)                 | 321 054    | 1,24     | 311 211    | 1,35     | 6 / 577   | 12       |
|                 | Aliança Centrista (AC)                | 156 026    | 0,60     | 123 352    | 0,54     | 2 / 577   | 2        |
|                 |                                       |            |          |            |          |           |          |
|                 | Total Direita parlamentar             | 8 994 833  | 34,67    | 10 161 611 | 44,13    | 229 / 577 | 116      |
|                 |                                       |            |          |            |          |           |          |
|                 | Frente de Esquerda (FG)               | 1 792 923  | 6,91     | 249 525    | 1,08     | 10 / 577  | 8        |
|                 | Frente Nacional                       | 3 528 373  | 13,60    | 842 684    | 3,66     | 2 / 577   | 2        |
|                 | Regionalistas e separatistas (REG)    | 145 825    | 0,56     | 135 534    | 0,59     | 2 / 577   | 2        |
|                 | Movimento Democrata (MoDem)           | 458 046    | 1,76     | 113 196    | 0,49     | 2 / 577   | 1        |
|                 | Outros de extrema-direita (EXD)       | 49 501     | 0,19     | 29 738     | 0,13     | 1 / 577   | 1        |
|                 | Outros de extrema-esquerda (EXG)      | 253 580    | 0,98     | -          | -        | 0 / 577   | -        |
|                 | Outros ecologistas (ECO)              | 249 205    | 0,96     | -          | -        | 0 / 577   | -        |
|                 | Outros (AUT)                          | 133 729    | 0,52     | -          | -        | 0 / 577   | -        |
|                 |                                       |            |          |            |          |           |          |
| Votos Válidos   | Votos Válidos                         | 25 952 550 | 98,40    | 23 029 183 | 96,12    |           |          |
| Votos Inválidos | Votos Inválidos                       | 420 749    | 1,60     | 928 411    | 3,88     |           |          |
| Total           | Total                                 | 26 373 299 | 100      | 23 957 594 | 100      | 577       | 577      |
| Participação    | Participação                          | 26 373 299 | 57,23    | 23 957 594 | 55,41    |           |          |
| Abstenção       | Abstenção                             | 19 709 961 | 42,77    | 19 276 406 | 44,59    |           |          |
| Total           | Total                                 | 46 083 260 | 100      | 43 234 000 | 100      |           |          |